# Martín Rodríguez Gurruchaga
Martín Rodríguez (Rosario, 4 de diciembre de 1985) es un jugador argentino de rugby que se desempeña como fullback o centro. Jugó para los Pumas de 2009 a 2012.

## Honores
Pumas 2009, 2010 & 2011; Jaguares 2009; Pumas 7’s 2006, 2007, 2008 & 2009.
Seven: 11
2009: 6-7/02: Wellington; 14-15/02: San Diego; 5-6-7/03: RWC Dubái; 27-28/03: Hong Kong; 3-5/04: Adelaida.
2008: 28-29/11: Dubái; 5-6/12: George.
2007: 26-27/05: Londres; 2-3/06: Edimburgo.
2006: 1-2/12: Dubái; 8-9/12: George.

### Récord personal
Tests: 15 (61 puntos – 2 tries, 12 penales, 1 drop & 6 conversión).
2011: 20/08 vs. Gales; RWC: 10/09 vs. Inglaterra (2 penales); 17/09 vs. Rumania (1 penal & 5 conversiones); 25/09 vs. Escocia; 02/10 vs. Georgia; 09/10 vs. Nueva Zelanda.
2010: 12/06 vs. Escocia; 19/06 vs. Escocia; 26/06 vs. Francia; 13/11 vs. Italia (1 try); 20/11 vs. Francia; 28/11 vs. Irlanda
2009: 14/11 vs Inglaterra (3 penales); 21/11 vs. Gales (1 try, 1 conversión & 3 penales); 28/11 vs. Escocia (2 penales & 1 drop).

### Otros partidos
3 (17 puntos – 1 try & 4 penales).
2011: 04/06 vs. Barbarians Franceses; 06/08 vs. Sudamérica Invitación (1 try).
2009: 6/06 vs. Inglaterra Saxons (4 penales).

### Tours
2011: Gales & Inglaterra - Nueva Zelanda (RWC).
2010: Italia, Francia & Irlanda
2009: Inglaterra, Gales & Escocia
Campeón del circuito mundial de seven con sede en San Diego 2009
Subcampeón mundial se seven y goleador por el seleccionado argentino en Dubái 2009
En 2009 integró el equipo Pampas XV que desempeñó el primer torneo en Sudáfrica llamado Vodacom Cup, siendo el goleador, además ese mismo año, con su Club Atlético del Rosario también fue goleador del torneo de la Unión de Rugby de Buenos Aires (URBA), ganando el premio jugador más destacado, galadón otorgado por un jurado de rugbistas calificados y considerados notables de su país.
Dos veces fue nominado al premio Clarín (2009 y 2010); en 2010 ganó el premio como mejor jugador.
Su debut mundialista en Los Pumas seleccionado de Argentina fue en el mundial Nueva Zelanda 2011, para ello fue seleccionado en mayo de 2010 en un conjunto de más de 40 jugadores para representar a Argentina en la gira del torneo Mundial de Nueva Zelanda.

## Perfil
Martín Rodríguez posee una patada magnífica y de movimientos inteligentes. Ha tenido una gran carrera en Seven, obteniendo la Copa en San Diego 2009. En el 2010, firmó su primer contrato profesional con el Stade Francais. Ese mismo año, participó con los Pampas XV durante la Vodacom Cup y fue parte del plantel de Los Pumas en la gira por Europa, durante el mes de junio. Previamente, en su primera gira con Los Pumas en noviembre del 2009, marcó todos los puntos del equipo argentino durante los tres partidos que disputó, ante Inglaterra, Gales y Escocia. Dos años después, en el 2011, disputó su primera Copa del Mundo en Nueva Zelanda.